# Ха Лонг
Ха Лонг (виј. Hạ Long) је град у Вијетнаму у покрајини Кванг Нињ. Према резултатима пописа 2009. у граду је живело 203.731 становника.